# Eduard der Märtyrer

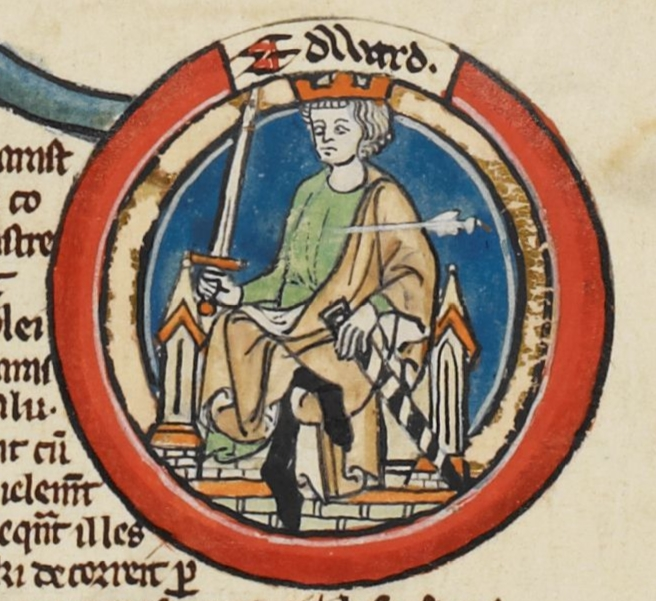
Eduard der Märtyrer, König von England

Eduard der Märtyrer oder Eadweard II. (* um 962; † 18. März 978) war von 975 bis zu seiner Ermordung im Jahre 978 König von England.
Eduard war der Sohn von König Edgar und offiziell von dessen erster Frau Æthelflæd. Eduards Thronanspruch wurde energisch von einer Gruppe um seine Stiefmutter, Königin Ælfthryth (Elfrida) hintertrieben, welche lieber ihren Sohn Æthelred auf dem Thron gesehen hätte. Allerdings erhielt Eduards Anspruch mehr Unterstützung – unter anderem die von Bischof Dunstan – und wurde vom Witan bestätigt. Daraufhin wurde er von Dunstan und Oswald von Worcester gekrönt.
Eduards Regierungszeit war kurz und geprägt von Parteienstreit. Er wurde auf Corfe Castle von Bediensteten seiner Stiefmutter Königin Ælfthryth ermordet. Wegen dieses brutalen Mordes wurde er „der Märtyrer“ genannt, nicht zuletzt deshalb, weil seine Mörder nicht dem christlichen Glauben angehörten. Auch während seines Lebens war Eduard ein Streiter für die Kirche gewesen. Binnen kurzer Zeit wurde er heiliggesprochen und Shaftesbury Abbey, wohin er im Jahre 980 umgebettet wurde, entwickelte sich zum Wallfahrtsort. Es wird von vielen Wundern berichtet, die an seinem Sarkophag stattfanden, unter anderem die Heilung von Blinden und Aussätzigen.
Er wird nicht nur in der römisch-katholischen, sondern auch in der orthodoxen und der anglikanischen Kirche als Heiliger verehrt.

## Leben
Üblicherweise wird Eduard der Märtyrer als Sohn von König Edgar und seiner Frau Æthelflæd bezeichnet, obwohl seine Mutter eigentlich Edgars ehemalige Geliebte, die Heilige Wulfthryth gewesen sein soll, eine spätere Äbtissin von Wilton. Aber auch das steht nicht zweifelsfrei fest. Die Heilige Wulfthryth war Mutter von Edgars 961 geborener Tochter, der Heiligen Eadgyth (Edith von Wilton), und wird dadurch in einigen Quellen sogar als Edgars zweite Frau betrachtet. Die ältesten Quellen sprechen jedoch von einer weiteren durch Edgar verführten Nonne aus Wilton, die Eduard geboren hätte und namenlos geblieben wäre. Durch das Unterschlagen des wahren Namens der Mutter konnte Eduard daraufhin offiziell am Hofe als Sohn von Edgars damaliger Frau Æthelflæd präsentiert werden. Dies ist die einzige Erwähnung von Edgars erster Frau, einer Tochter des Ordmær, eines Ealdorman von East Anglia. Im Jahre 965 hatte Edgar Ælfthryth geheiratet, mit der er zwei Söhne hatte: Edmund, der schon sehr jung im Jahre 970 starb und Æthelred. Damit wäre eigentlich Eduards Stiefbruder der rechtmäßige Erbe des Throns gewesen. Da der erst 32 Jahre alte König Edgar am 8. Juli 975 plötzlich starb, ohne seine Nachfolge geregelt zu haben, bewarben sich zwei Thronfolger um die Herrschaft, die beide noch Jugendliche waren.
Eduards Ansprüchen widersprach eine Gruppe von Adligen, die die Krone dem erst siebenjährigen Æthelred geben wollten. Zu dieser Gruppe gehörten neben seiner Mutter auch Ealdorman Ælfhere und Bischof Æthelwold von Winchester. Eduard wurde dagegen von Dunstan, dem Erzbischof von Canterbury, und Oswald von Worcester, dem Erzbischof von York, unterstützt, sowie von weiteren Adligen wie Ælfwine und Byrhtnoth. Vor allem durch Dunstans Unterstützung wurde Eduard vom Witan, dem Rat der Großen, anerkannt und gekrönt. Möglicherweise hat auch sein entschiedenes Eintreten für die katholische Kirche zu dieser Anerkennung beigetragen, obwohl er erst 13 Jahre alt war. In der Überlieferung von Thoderic Paulus wird er dargestellt als „junger Mann mit großer Hingabe und ausgezeichnetem Benehmen, der ein gläubiges, gutes und heiliges Leben führt. Er liebt Gott und die Kirche über alles. Er war großzügig gegenüber den Armen, ein Zufluchtsort für die Gerechten, ein Verfechter des christlichen Glaubens und ein Ausbund tugendhafter Anmut“.
Zum Zeitpunkt von Eduards Thronbesteigung wurde das Königreich von einer Hungersnot heimgesucht und es kam zu gewalttätigen Angriffen auf Klöster durch Adlige aus Mercia. Diese Überfälle wurden von Ælfhere angeführt, der die Ländereien für sich beanspruchte, die König Edgar den Mönchen gegeben hatte. Viele Klöster wurden zerstört und die Mönche mussten fliehen. Der König verteidigte zusammen mit Erzbischof Dunstan die Rechte der Kirche und der Klöster. Dass Eduard in seiner Regierungszeit noch öfter Probleme mit den Ealdormen bekam, wird nicht zuletzt seiner Unerfahrenheit zugeschrieben. Es ist überliefert, dass er während seiner dreieinhalbjährigen Regierungszeit die Zuneigung seines Volkes hauptsächlich durch sein aufrichtiges Wesen erreichte. Trotz dieses Verhaltens in der Öffentlichkeit soll Eduard aber viele einflussreiche Personen durch sein wenig diplomatisches Auftreten beleidigt haben. Ihm werden Wutausbrüche auch gegenüber seinen engsten Vertrauten nachgesagt.

## Tod
Der Überlieferung zufolge endete Eduards kurze Regierungszeit, als er seinen Stiefbruder und seine Stiefmutter besuchte. Am 18. März 978 befand sich der König mit Hunden und Reitern auf der Jagd bei Wareham in Dorset. Während der Jagd entschied er sich, seinen jüngeren Bruder Æthelred zu besuchen, der bei seiner Mutter Ælfthryth auf Corfe Castle bei Wareham wohnte. Ohne sein Gefolge erschien der König alleine an der Burg. Noch während er auf seinem Pferd in der unteren Burg saß, bot ihm Ælfthryth einen Becher Met an. Während Eduard trank, erhielt er von einem von Ælfthryths Bediensteten einen Stich. Er schaffte es noch wegzureiten, fiel aber bald vom Pferd. Ein Fuß verfing sich im Steigbügel, so dass er von seinem Pferd bis zu einem Bachlauf unterhalb der Burg mitgeschleift wurde, wo er liegen blieb. Die Legende berichtet, dass über seinem Körper eine Lichtsäule aufstieg.
Während man Æthelred, der zum Zeitpunkt des Mordes erst zehn Jahre alt war, keine Beteiligung am Verbrechen zurechnen kann, berichtet der Chronist Henry von Huntington, dass Ælfthryth selbst den Stich ausgeführt habe: „… Eduard wurde hinterhältig von seiner eigenen Familie ermordet … Es wird berichtet, dass seine Stiefmutter, also die Mutter von König Æthelred, ihn mit einem Dolch erstochen haben soll, als sie ihm einen Becher zu trinken anbot.“

## Legende und Heiligsprechung
Eduards Körper wurde eilig ohne die königlichen Ehren in Wareham beigesetzt. Die Königin soll den Körper in einer Hütte versteckt haben, die von einer alten Frau bewohnt wurde, die von Geburt an blind war und die von der Königin aus Mitleid unterstützt wurde. Während der Nacht soll ein Lichtstrahl die gesamte Hütte erleuchtet haben. Furchterfüllt flehte die Frau Gott um Gnade an und erhielt daraufhin ihr Augenlicht zurück. Danach entdeckte sie den toten Körper des Königs. Am Standort dieser Hütte wurde dann später die Kirche St. Edwards bei Corfe Castle errichtet. Bei Tagesanbruch erfuhr die Königin von dem Wunder. Erneut befahl sie den Körper wegzuschaffen und diesmal wurde er in einem Sumpfgelände bei Wareham beerdigt.
Ein Jahr nach dem Mord wurde eine Feuersäule über dem versteckten Grab gesehen, die die gesamte Gegend erleuchtete. Daraufhin gruben Anwohner den Leichnam wieder aus. Kurz danach bildete sich eine Quelle mit heilendem Wasser am Begräbnisort.
Unter Anteilnahme einer großen Menge Schaulustiger wurde der Körper am 13. Februar 980 in die Kirche der heiligen Mutter Gottes in Wareham gebracht und dort bestattet. Nachdem auch am Bach, in dem der tote Körper zuerst gefunden wurde, Wunder zugeschrieben wurden und weitere Wunder geschahen, insbesondere bei Blinden, wurden die sterblichen Überreste in die Abtei von Shaftesbury gebracht. Als der Leichnam aus dem Grab gehoben wurde, zeigte er keine Anzeichen von Verwesung. Die Überführung der Leiche wurde von Dunstan und Earl Ælfhere von Mercia überwacht, der zu seinen Lebzeiten ein entschiedener Gegner Eduards gewesen war. Am 13. Februar 981 bildete sich eine lange Prozession, die sieben Tage marschierte, bis sie in Shaftesbury ankam, wo der Tote den Nonnen übergeben wurde. Dort wurde Eduard mit allen königlichen Ehren am Nordende des Altars bestattet. Während der Prozession soll sich ein weiteres Wunder ereignet haben. Zwei verkrüppelte Männer wurden nahe an die Bahre gebracht. Sie wurde abgesetzt und sofort wurden die beiden Männer gesund.
Ælfthryth, die ihr Verbrechen mittlerweile bereute, gründete deshalb die beiden Klöster von Wherwell und Ambresbury. In das Kloster von Wherwell trat sie selber ein und beendete ihr Leben in Buße.
Im Jahre 1001 wird berichtet, dass das Grabmal des Heiligen sich regelmäßig anhob und über dem Boden schwebte. König Ethelred befahl daraufhin den Bischöfen das Grabmal an einen anderen Ort zu bringen, der geeigneter wäre. Als es geöffnet wurde, sei ein wundervoller Duft aus dem Grab entströmt, so dass alle Anwesenden „…dachten, sie ständen im Paradies.“ Die Bischöfe entnahmen am 20. Juni 1001 dem Grab die Überreste des Heiligen und legten sie in einen Reliquienkasten zusammen mit anderen heiligen Reliquien.
Offiziell wurde Eduard 1008 heiliggesprochen. König Ethelred befahl, dass die drei Feiertage des Heiligen (18. März, 13. Februar, 20. Juni) im ganzen Land gefeiert werden sollen. Die Abtei von Shaftesbury wurde umgewidmet auf die Mutter Gottes und den heiligen Eduard. Shaftesbury wurde in Edwardstowe umbenannt, was allerdings während der Reformation wieder rückgängig gemacht wurde. Im Laufe der Jahrhunderte wurden immer wieder Wunder am Grabmal des heiligen Eduard gemeldet, insbesondere an Aussätzigen und Blinden. Die Fürbitte des heiligen Eduard wird gegen Drüsenkrankheiten erfleht.

## Seit der Reformation
Während der Regierungszeit von Heinrich VIII. im 16. Jahrhundert wurden die Klöster aufgelöst und viele heilige Stätten zerstört. Die Gebeine Eduards wurden allerdings versteckt und entgingen so der Schändung. Erst 1931 wurden sie bei einer archäologischen Ausgrabung wiederentdeckt. 1970 konnte nachgewiesen werden, dass der Tote auf dieselbe Art gestorben ist wie Eduard.
Ein Streit entstand zwischen dem Entdecker Wilson-Claridge und seinem Bruder. Während Wilson-Claridge die Gebeine der russisch-orthodoxen Kirche übergeben wollte, plante sein Bruder, die Gebeine wieder in der Abtei von Shaftesbury zu beerdigen.
Jahrzehnte blieben die Überreste daher in einem Banktresor in Woking, Surrey, bis geklärt war, welche der beiden Kirchen sie bekommen sollten. Schließlich bekam die orthodoxe Kirche die Reliquien und bestattete sie in einer Kirche auf dem Brookwood-Friedhof in Woking. Die Kirche wurde in St. Edwards the Martyr Orthodox Church umbenannt und der Mönchsorden der „St Edwards Bruderschaft“ wurde dort gegründet.
Heute wird der Feiertag des heiligen Eduard am 18. März, seinem Todestag, gefeiert.